# Sân vận động Bishan
Sân vận động Bishan (tiếng Mã Lai: Stadium Bishan; giản thể: 碧山体育场; phồn thể: 碧山體育場; bính âm: Bìshān Tǐyùchǎng) là một sân vận động đa năng ở Bishan, Singapore. Sân có sức chứa 6.254 người. Sân hiện được sử dụng chủ yếu cho các trận đấu bóng đá. Đây là sân nhà của Lion City Sailors FC và Balestier Khalsa FC thuộc Giải bóng đá Ngoại hạng Singapore. Sân vận động được xây dựng vào năm 1998 và được quản lý bởi Sport Singapore. Người dân có thể sử dụng cơ sở này từ 4:30 sáng đến 8:30 tối hàng ngày, trừ khi sân được đặt riêng cho một sự kiện thể thao. Một nhà thi đấu thể thao trong nhà với các cơ sở vật chất cho cầu lông, bóng bàn và thể dục dụng cụ nằm liền kề với sân vận động này.

## Vị trí
Nằm ở Vùng Trung tâm của Singapore, Sân vận động Bishan là một phần của Trung tâm Thể thao và Giải trí Bishan, bao gồm Nhà thi đấu thể thao Bishan và Khu phức hợp bơi lội Bishan.

## Lịch sử
Kể từ khi được khánh thành vào năm 1998, đây là sân nhà của Home United FC, một câu lạc bộ bóng đá chuyên nghiệp ở Singapore. Từ năm 2004 đến năm 2006, sân vận động này được sử dụng cho các trận đấu trên sân nhà của câu lạc bộ trong Cúp AFC.
Vào tháng 9 năm 2006, Sân vận động Bishan là một trong hai địa điểm tổ chức Giải vô địch bóng đá U-17 châu Á 2006, giải đấu được tổ chức tại Singapore. Đội tuyển bóng đá quốc gia Úc cũng sử dụng sân này làm cơ sở tập luyện trong hai tuần vào tháng 6 năm 2007 trước khi lên đường tham dự Asian Cup.
Sân vận động Bishan được sử dụng làm địa điểm thi đấu điền kinh tại Thế vận hội Trẻ Mùa hè 2010.
Nơi đây cũng là địa điểm tổ chức Giải vô địch điền kinh trẻ Singapore lần thứ 35, được tổ chức vào tháng 5 năm 2009.

## Giao thông

### Hệ thống giao thông đại chúng tốc độ cao (MRT)
Sân vận động nằm gần ga MRT Bishan.

### Xe buýt
Tuyến xe buýt số 53, 410G/W sẽ đến sân vận động.

## Các trận đấu quốc tế
| Ngày                | Giải đấu         | Đội tuyển | Kết quả | Đội tuyển |
| ------------------- | ---------------- | --------- | ------- | --------- |
| 7 tháng 9 năm 2018  | Giao hữu quốc tế | Singapore | 1–1     | Mauritius |
| 11 tháng 9 năm 2018 | Giao hữu quốc tế | Singapore | 2–0     | Fiji      |

### Giải vô địch bóng đá Đông Nam Á 2002
| Ngày                 | Thời gian (UTC+07) | Đội #1   | Kết quả | Đội #2 | Vòng      | Khán giả |
| -------------------- | ------------------ | -------- | ------- | ------ | --------- | -------- |
| 22 tháng 12 năm 2002 | 19:35              | Malaysia | 1–1     | Lào    | Vòng bảng |          |

### Đại hội Thể thao Đông Nam Á 2015
| Ngày                | Thời gian (UTC+07) | Đội #1     | Kết quả | Đội #2     | Vòng      | Khán giả |
| ------------------- | ------------------ | ---------- | ------- | ---------- | --------- | -------- |
| 29 tháng 5 năm 2015 | 16:00              | Brunei     | 0–6     | Việt Nam   | Vòng bảng |          |
| 29 tháng 5 năm 2015 | 20:30              | Lào        | 0–6     | Thái Lan   | Vòng bảng |          |
| 30 tháng 5 năm 2015 | 20:30              | Malaysia   | 1–0     | Đông Timor | Vòng bảng |          |
| 31 tháng 5 năm 2015 | 20:30              | Brunei     | 1–2     | Lào        | Vòng bảng |          |
| 1 tháng 6 năm 2015  | 20:30              | Thái Lan   | 1–0     | Đông Timor | Vòng bảng |          |
| 2 tháng 6 năm 2015  | 20:30              | Việt Nam   | 5–1     | Malaysia   | Vòng bảng |          |
| 3 tháng 6 năm 2015  | 20:30              | Đông Timor | 2–1     | Brunei     | Vòng bảng |          |
| 4 tháng 6 năm 2015  | 16:00              | Malaysia   | 0–1     | Thái Lan   | Vòng bảng |          |
| 4 tháng 6 năm 2015  | 20:30              | Việt Nam   | 1–0     | Lào        | Vòng bảng |          |
| 6 tháng 6 năm 2015  | 20:30              | Thái Lan   | 5–0     | Brunei     | Vòng bảng |          |
| 7 tháng 6 năm 2015  | 20:30              | Đông Timor | 0–4     | Việt Nam   | Vòng bảng |          |
| 8 tháng 6 năm 2015  | 20:30              | Brunei     | 0–2     | Malaysia   | Vòng bảng |          |
| 9 tháng 6 năm 2015  | 20:30              | Đông Timor | 2–3     | Lào        | Vòng bảng |          |
| 10 tháng 6 năm 2015 | 20:30              | Việt Nam   | 1–3     | Thái Lan   | Vòng bảng |          |
| 11 tháng 6 năm 2015 | 20:30              | Lào        | 1–3     | Malaysia   | Vòng bảng |          |

### Giải vô địch bóng đá Đông Nam Á 2020
| Ngày                 | Thời gian (UTC+07) | Đội #1    | Kết quả | Đội #2      | Vòng      | Khán giả |
| -------------------- | ------------------ | --------- | ------- | ----------- | --------- | -------- |
| 6 tháng 12 năm 2021  | 17:30              | Campuchia | 1–3     | Malaysia    | Vòng bảng | 518      |
| 6 tháng 12 năm 2021  | 20:30              | Lào       | 0–2     | Việt Nam    | Vòng bảng | 812      |
| 9 tháng 12 năm 2021  | 17:30              | Malaysia  | 4–0     | Lào         | Vòng bảng | 427      |
| 9 tháng 12 năm 2021  | 20:30              | Indonesia | 4–2     | Campuchia   | Vòng bảng |          |
| 12 tháng 12 năm 2021 | 17:30              | Lào       | 1–5     | Indonesia   | Vòng bảng | 207      |
| 12 tháng 12 năm 2021 | 20:30              | Việt Nam  | 3–0     | Malaysia    | Vòng bảng | 976      |
| 15 tháng 12 năm 2021 | 17:30              | Campuchia | 3–0     | Lào         | Vòng bảng | 129      |
| 15 tháng 12 năm 2021 | 20:30              | Indonesia | 0–0     | Việt Nam    | Vòng bảng | 928      |
| 18 tháng 12 năm 2021 | 20:30              | Myanmar   | 2–3     | Philippines | Vòng bảng | 215      |
| 19 tháng 12 năm 2021 | 20:30              | Việt Nam  | 4–0     | Campuchia   | Vòng bảng | 909      |